# Courset
Courset település Franciaországban, Pas-de-Calais megyében. Lakosainak száma 509 fő (2022. január 1.). Courset Desvres, Longfossé, Menneville, Saint-Martin-Choquel, Bécourt és Doudeauville községekkel határos.

## Népesség
A település népességének változása:
| Lakosok száma | 510  | 518  | 706  | 515  | 515  | 512  | 512  | 512  | 509  |
|               | 2013 | 2015 | 2016 | 2017 | 2018 | 2019 | 2020 | 2021 | 2022 |